# Mayer papyri

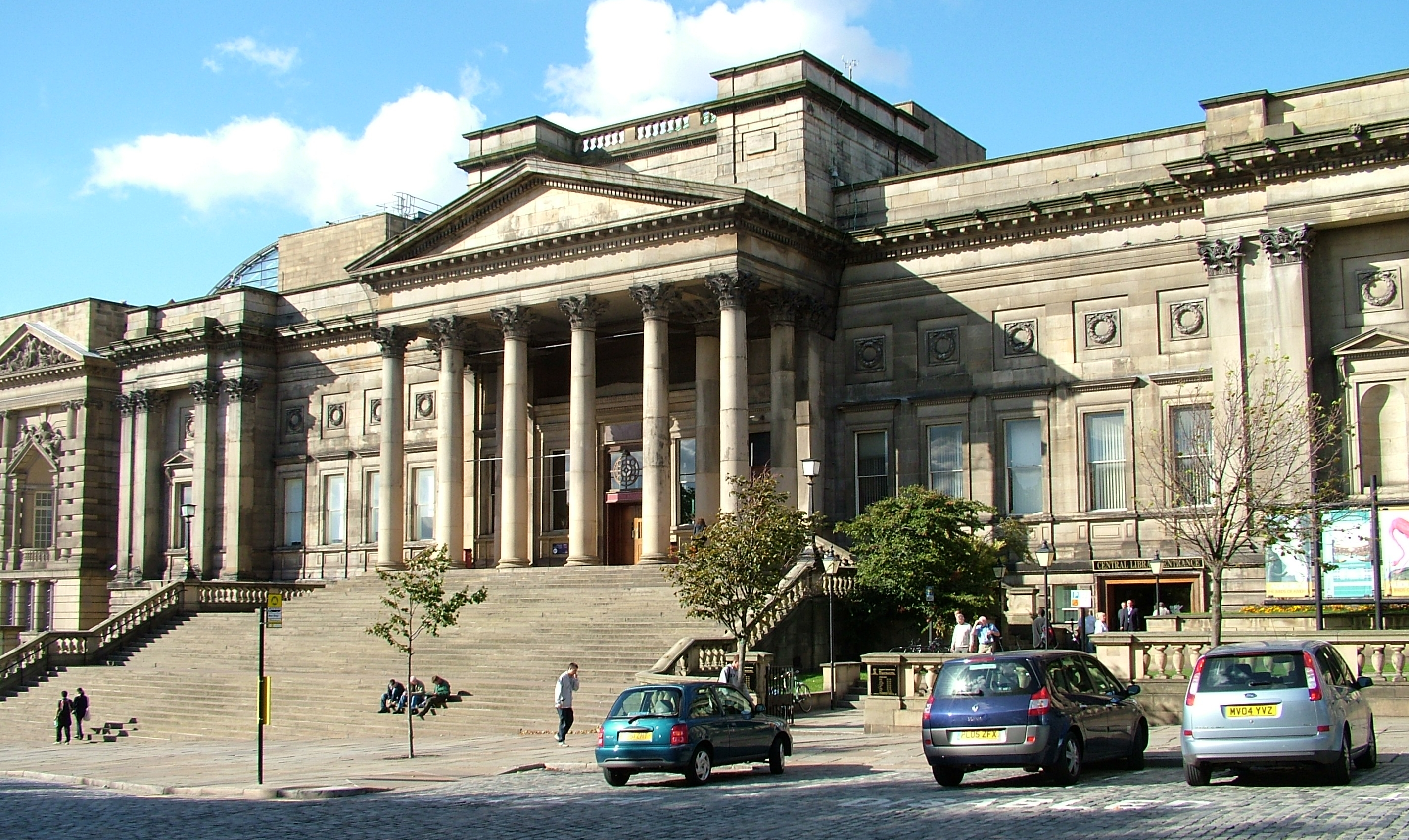
Mayer papyri förvaras idag på Liverpools museum.

Mayer papyri (Mayer papyrus A och B) är ett papyrusfynd från Forntida Egypten och innehåller en av de äldsta bevarade utredningarna om gravplundring (liknande berättelser återfinns även i Amherst-papyrusen och Abbott-papyrusen). Manuskriptet dateras till cirka 1100-talet f.Kr. under Egyptens tjugonde dynasti och förvaras idag på World Museum i Liverpool.

## Manuskriptet
Mayer papyri är fragmenterade papyrusark, arkens storlek är cirka 40 × 25 cm. 
Texten beskriver rättegången mot 6 gravplundrare. De anklagade var misstänkta för att ha plundrat Ramses II och Seti I  gravkamrar kring Deir el-Bahri i Konungarnas dal. En grupp bestående av Storviziren och ytterligare 3 högre tjänstemän ledde förhöret.
Man förhörde både misstänkta och vittnen, förhören föregicks av bastonad och bland vittnen fanns både makar och barn.
Även om dåtidens egyptiska rättväsendet verkar hårt fanns det rättvisetänkande, en fällande dom var inte given på förhand och manuskriptet visar att 5 av de anklagade befanns oskyldiga.
Texten är skriven med svart bläck och anmärkningar med rött bläck i hieratisk skrift och manuskripten dateras till mellan 1108 och 1099 f. Kr. under Nya riket kring Ramses IXs eller Ramses Xs regeringstid. 

## Historia
Det är inte känt när papyrusarken upptäcktes, de ägdes av brittiske affärsmannen Joseph Mayer från Liverpool. Troligen upptäcktes de kring Luxor i Egypten. Manuskriptet ger en god inblick i rättsväsendets struktur i forntida Egypten.
1891 publicerade tyske egyptologen Wilhelm Spiegelberg en första översättning i boken "Translation of hieratic papyri Mayer A & B".
1906 publicerade amerikanske egyptologen James Henry Breasted en beskrivning i boken "Ancient Records of Egypt".
1920 publicerade brittiske egyptologen Thomas Eric Peet en utökad översättning i boken "The Mayer Papyri A & B; Nos. M. 11162 and M. 11186".
Manuskriptets arkivnummer på World Museum är  M 11186.